# SATURDAY MUSIC GARAGE
SATURDAY MUSIC GARAGE（サタデー・ミュージック・ガレージ）はCROSS FMで放送されたラジオ番組。放送期間は1999年4月10日-2003年3月29日、毎週土曜日に「JR博多駅GIGAスタジオ」から生放送された。ナビゲーターは内堀富美が務めた。

## 概要
- 「SATURADAY GARAGEからAMUSIC ISLANDへ出発」のキャッチコピーのもとスタートした音楽番組。
- 内容的には前年度まで毎週土曜日13:00-18:00に放送された「CROSS RENDEZVOUS」がリニューアルする形であったが、この番組でよく行っていたスタジオ外からの公開生放送については、同時期に放送された「BOOM BOOM SATURDAY」や「SATURDAY MUSIC DELIVERY」などで行われるようになった。

## 放送時間
- 1999年4月10日-2002年3月30日 毎週土曜日 10:00-14:00

特別番組などで10:00-13:00の短縮放送になったこともあった。
- 2002年4月6日-2003年3月29日毎週土曜日 10:00-13:00

## ナビゲーター
- 内堀富美

「CROSS RENDEZVOUS」に続いてナビゲーターを担当。この番組の終了とともに博多駅GIGAスタジオが閉鎖されたこともあり、その後1年間同局での担当番組がなかったが、2004年4月の天神きらめき通りスタジオ開設に伴い同局へ復帰、2008年3月まで「COUNTDOWN KYUSHU HOT 100」のナビゲーターを担当した。

## 主なコーナー
- H.I.S. TODAY'S CHANCE（10:30-11:00）

前番組「CROSSROAD SATURDAY」から引き継がれ、2001年12月まで放送されたエイチ・アイ・エス提供のコーナー。世界各地の旅行スポットから毎月1ヶ所を取り上げ、旅行情報などを紹介した。
- フォー・ワンダフル・ヒューマン・ライフ（10:30-11:00）

2002年1月から放送終了まで放送されたコーナー。生活のヒントになる情報を紹介した。
- アニーグループ・PRECIOUS TIME （11:15-11:45）

前番組「CROSSROAD SATURDAY」から引き継がれ、1999年4月-2000年6月と、2001年2月-7月に放送されたアニーグループの提供するコーナー。アニーグループが運営する店舗の紹介とリラックス出来る音楽を放送した。
- エンターテイメント・トピックス (12:15-12:30)

芸能情報を紹介するコーナー。
- CROSS CLUB J-POP ARENA（12:30-13:30）

前番組「CROSS RENDEZVOUS」から引き継がれ、2001年6月まで放送されたJ-POPのみの選曲で放送されるコーナー。スポンサーは同局のオフィシャルクレジットカード「クロスクラブカード」を提携する九州日本信販で、提供クレジットは「九州日本信販」と紹介されたが、CMはクロスクラブカードに関するものがほとんどであった。なお7月以降は提供クレジットも「クロスクラブカード」とした新コーナー「TIME FOR ACTION」が同時期放送された「DIGITAL MORNING DRIVE」内で放送された。

## エピソードなど
- 2001年4月より、この番組の後14:00-17:00に同じGIGAスタジオから北野順一(JK)が担当する「JK'S RADIO SHOW NO JOKE!」が放送されたが、内堀富美と北野順一のクロストークはなかった。しかし、2001年12月末の「JK'S RADIO SHOW NO JOKE!」最終回の日に内堀富美は「番組が変わるこの時間が楽しみだった」と番組内で語った。
- 2002年1月からこの番組終了まで、この番組の後で放送された「FLYING SATURDAY」担当の吉村昌広とは、番組の最後でクロストークを行っていた。

### 前後の番組
1999年春〜2000年春
- 前：MOZI MOZI SATURDAY - 土 7:00-10:00
- 後：BOOM BOOM SATURDAY - 土 14:00-17:00

2000年春〜2000年秋
- 前：ROLLING SATURDAY - 土 7:00-10:00
- 後：BOOM BOOM SATURDAY - 土 14:00-17:00

2000年秋〜2001年春
- 前：ROLLING SATURDAY - 土 7:00-10:00
- 後：SATURDAY MUSIC DELIVERY - 土 14:00-17:00

2001年春〜2001年12月
- 前：X FUTURE RADIO ON SATURDAY - 土 7:00-10:00
- 後：JK'S RADIO SHOW NO JOKE! - 土 14:00-17:00、この番組同様博多駅GIGAスタジオからの生放送

2002年1月〜2003年春（番組終了）
- 前：X FUTURE RADIO ON SATURDAY - 土 7:00-10:00
- 後：FLYING SATURDAY - 土 14:00-17:00、但し2002年4月から13:00-16:00、この番組同様博多駅GIGAスタジオからの生放送

| CROSS FM 土曜日のワイド番組                                    | CROSS FM 土曜日のワイド番組 | CROSS FM 土曜日のワイド番組                                            |
| 前番組                                                         | 番組名                      | 次番組                                                                 |
| -------------------------------------------------------------- | --------------------------- | ---------------------------------------------------------------------- |
| CROSSROAD SATURDAY (8:00-13:00) CROSS RENDEZVOUS (13:00-18:00) | SATURDAY MUSIC GARAGE       | CROSS SATURDAY MORNING (7:00-12:00) CROSS SUPER SATURADY (12:00-22:00) |